# Venezianische Renaissance-Antiqua

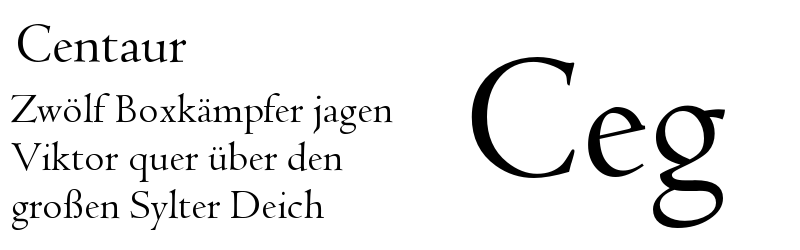
Beispiel für eine venezianische Renaissance-Antiqua

Die Venezianische Renaissance-Antiqua ist eine Schriftklasse nach DIN 16518. Diese Renaissance-Antiqua, die auch Old-Style-Antiqua oder ältere Antiqua genannt wird, ist die Vorgängerin der französischen Renaissance-Antiqua. Sie bezeichnet die ältesten Satzschriften, die auf Basis der handgeschriebenen humanistischen Minuskel in Verbindung mit den Großbuchstaben aus der römischen Capitalis geschaffen wurden.
Im englischen Sprachraum ist statt Venezianische Renaissance-Antiqua die Bezeichnung Humanist geläufig, in Frankreich Humanes, in Holland Humanen und in Italien Veneziani. Der Name „Humanist“ bezieht sich auf die Entwicklung dieser Satzschrift aus der Handschriftkultur des Renaissance-Humanismus.

## Gebrauch
Von den älteren Typen sind kaum Schriften auf dem Markt.

## Merkmale
Die Ursprungsform der Antiqua-Schriften ist deutlich vom Schreiben mit der Breitfeder geprägt. Erkennungszeichen der Venezianischen Renaissance-Antiqua sind die Schrägstellung des Querstriches des kleinen e, die schräg ansetzenden, vom Anstrich mit der Feder hergeleiteten oberen Serifen, die oft abgerundeten Serifenenden, die geringe Minuskelhöhe, relativ geringe Strichstärkenunterschiede, eine geneigte Schattenachse der Rundungen, die gute Zeilenführung durch prägnante Zeichenform sowie ein, dank des deutlich spürbaren Schreibduktus, lebhaftes Schriftbild. Ein weiteres Erkennungsmerkmal ist, dass die Serifen der Versalien N und M nicht vorhanden oder über beide Seiten ausgerichtet sind.
Die Kursive wurde nicht aus dem Normalschnitt der Antiqua entwickelt, sondern eigenständig aus der humanistischen Kursive, der Urform der lateinischen Schreibschriften. Daher weichen ihre Glyphen deutlich von denen des Normalschnitts ab. Fetten fehlen in der Regel oder wurden erst wesentlich später hinzugefügt.

## Bekannte Vertreter
- Jenson (Nicolas Jenson 1470, Schüler von Johannes Gutenberg), Varianten: Centaur (1916), Legacy, Adobe Jenson Pro
- Kennerley Old Style (F. W. Goudy 1911–20)
- Horley Old Style (Monotype Corporation 1925)
- Schneidler Mediaeval (F. H. Schneidler 1936)
- Californian (F. W. Goudy 1938), Variante: Berkeley Old Style (Tony Stan 1983)
- Weidemann (Kurt Weidemann), entworfen 1979 als Bibelschrift Biblica, seit 1983 ITC Weidemann
- Giovanni (Robert Slimbach, 1989)